# Крістіан Поульсен
Крістіа́н Бйорншо́й По́ульсен (дан. Christian Bjørnshøj Poulsen; нар. 28 лютого 1980, Аснес, Данія) — колишній данський футболіст, півзахисник. Футболіст року в Данії (2005, 2006). У складі збірної Данії був учасником двох чемпіонатів світу та двох чемпіонатів Європи.

## Клубна кар'єра

### Ранні роки
Крістіан Поульсен народився в данському містечку Аснес, де і почав грати в футбол за місцеву команду, а звідти перейшов в аматорський клуб «Холбек», в складі якого дебютував у віці 17 років (згодом він кілька разів виводив команду на поле з капітанською пов'язкою). 

### «Копенгаген»
У вересні 2000 року Крістіан Поульсен підписав контракт з «Копенгагеном». У березні 2001 року Крістіан вийшов на перші ролі в своєму клубі, після того як проблеми зі здоров'ям змусили норвежця Столе Сольбаккена «зменшити обороти». Поульсен швидко став одним із найкращих гравців данської ліги і допоміг своєму клубу виграти національний чемпіонат сезону 2000/01. У матчах проти віце-чемпіона «Брондбю» Крістіан забивав по голу в кожному з двох матчів (1:0 і 3:1).

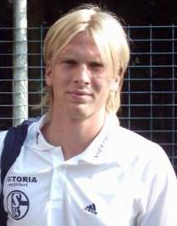
Крістіан Поульсен під час виступів за «Шальке 04».

У сезоні 2001/2002 «Копенгаген» фінішував другим, а Поульсен отримав звання гравця сезону.

### «Шальке 04»
Після чемпіонату світу 2002 року Поульсен, ставши найдорожчим проданим гравцем данського клубу за 7 млн євро, перейшов до німецького «Шальке 04». Німці бачили в Крістіані заміну чеському ветерану гельзенкірхенської команди Іржі Немецю. Процес адаптації пройшов набагато легше, з огляду на те, що кольори «Шальке» захищав співвітчизник Поульсена Еббе Санд. У «Шальке» Крістіан отримав досвід гри на правому фланзі захисту, де провів не один матч, проте врешті-решт він повернувся на свою улюблену позицію в опорній зоні півзахисту.
З «Шальке» Поульсен у 2005 році виграв Кубок німецької ліги, а гра футболіста дозволила йому отримати звання найкращого данського гравця 2005 року.
Після закінчення контракту в червні 2006 року почали ширитися чутки про перехід Поульсена до «Мілану» чи «Інтернаціонале», проте в підсумку гравець підписав контракт з іспанською «Севільєю».

### «Севілья»
У дебютному матчі за «Севілью» Поульсен допоміг команді виграти Суперкубок УЄФА 2006, перемігши «Барселону» 25 серпня 2006 року. Після першого місяця перебування в команді іспанська газета Marca назвала Крістіана найкращим придбанням іспанських клубів. Того ж року Поульсен став першим данським гравцем, який двічі поспіль був визнаний найкращим гравцем країни за підсумками року.
У сезоні 2006/07 «Севілья» знову виграла Кубок УЄФА, а також Кубок Іспанії, проте у Суперкубку УЄФА 2007 року іспанці програли італійському «Мілану».

### «Ювентус»

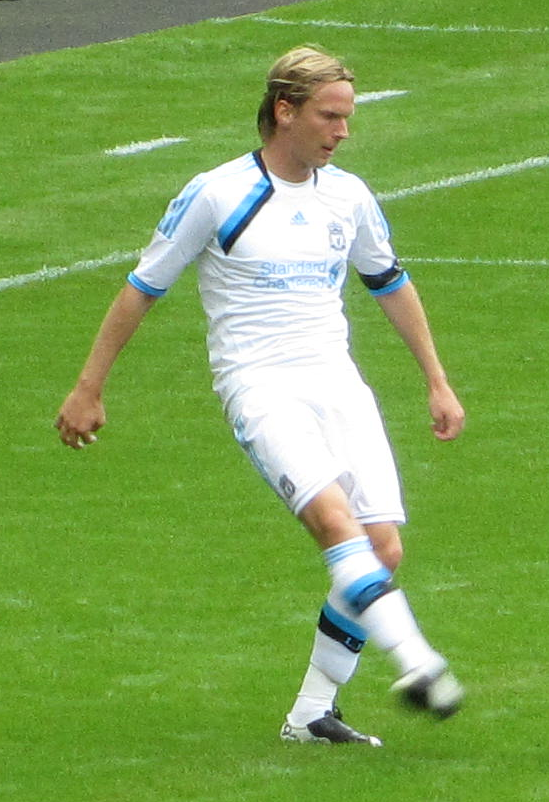
Крістіан Поульсен під час виступів за «Ліверпуль». 23 липня 2011 року.

14 липня 2008 року Поульсен за 9.75 млн євро був придбаний італійським «Ювентусом». Свій перший гол Крістіан забив 8 лютого в ворота «Дженоа» на 90-й хвилині, який став переможним для «б'янко-нері». У відсутність травмованого Крістіано Дзанетті, Поульсен став основним центральним півзахисником «Ювентуса». У лютому 2009 року Крістіан забив свій перший гол за новий клуб, вразивши ворота «Катаньї». В Італії, проте, Поульсен не досяг успіху, і за підсумками сезону туринці були готові розлучитися з півзахисником. Незважаючи на це, сам гравець не горів бажанням залишати клуб, і після переходу в «Фіорентину» Крістіана Дзанетті керівництво туринців ухвалило рішення залишити Поульсена в команді.

### «Ліверпуль»
12 серпня 2010 року «Ліверпуль» придбав Поульсена за 4.5 млн фунтів стерлінгів. 19 серпня Крістіан дебютував у матчі проти «Трабзонспору». У національному чемпіонаті Поульсен дебютував 29 серпня у матчі проти «Вест Бромвіч Альбіон», проте в підсумку провів невдалий сезон, з'явившись на полі лише в 12 матчах в Прем'єр-ліги. Підтримки уболівальників Крістіан також не здобув. І хоча він користувався довірою Роя Годжсона, при Кенні Далгліші стало очевидно, що в команді Поульсен довго не затримається.

### «Евіан»
31 серпня 2011 року французький клуб «Евіан» оголосив, що Поульсен підписав дворічний контракт. Після переходу до «Евіана» став другим гравцем в історії після Флоріна Редучою, який зіграв у всіх п'яти найкращих чемпіонатах (Англія, Іспанія, Німеччина, Італія та Франція). У травні 2012 року він був звільнений від контрактних зобов'язань перед французьким клубом.

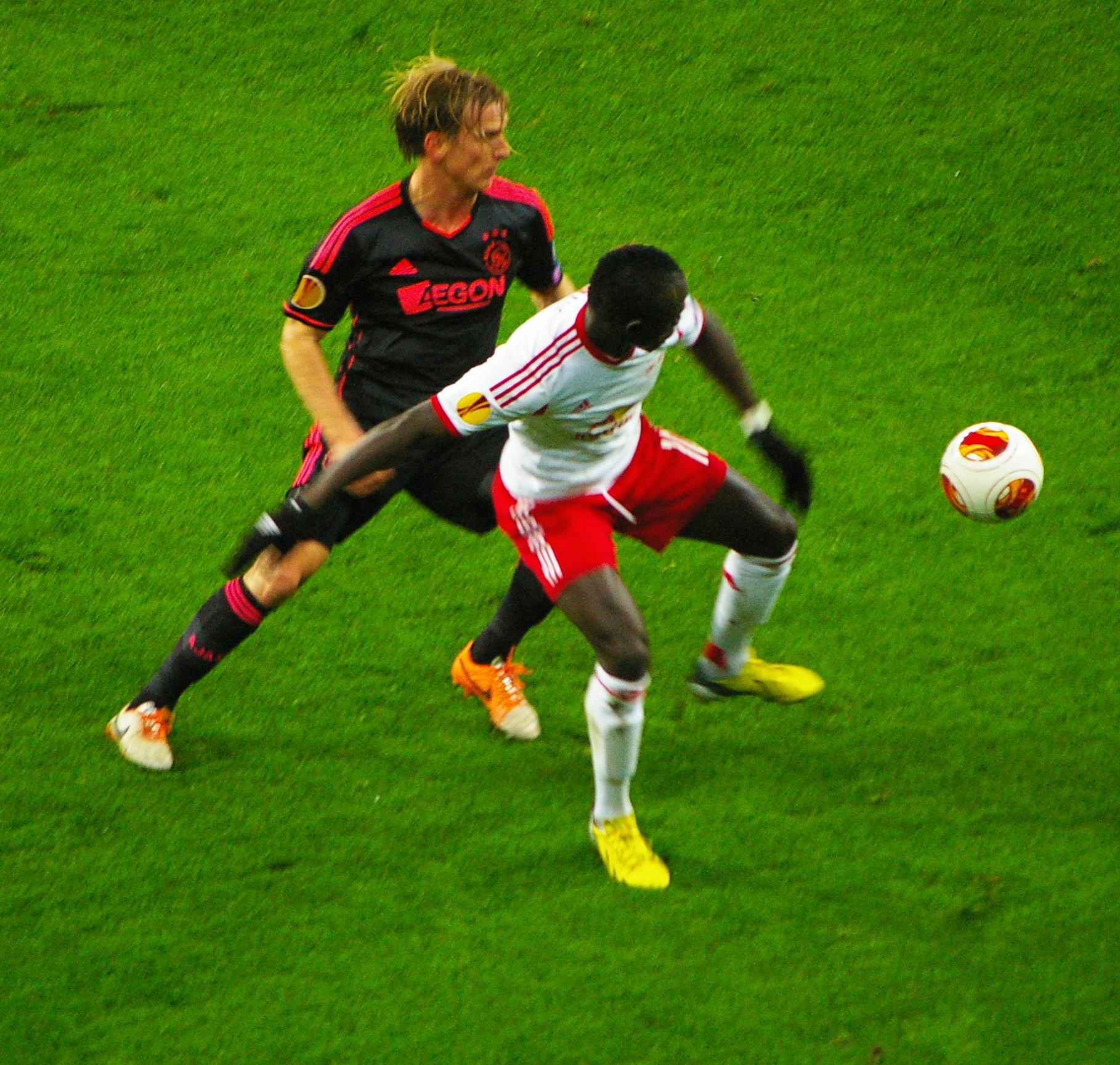
Крістіан Поульсен (ліворуч) в боротьбі проти Садіо Мане під час виступів за «Аякс». 27 лютого 2014 року.

### «Аякс»
22 серпня 2012 року амстердамський «Аякс» оголосив про домовленість щодо переходу Поульсена в стан червоно-білих. Наступного дня Крістіан підписав з клубом дворічний контракт. У його складі гравець двічі ставав чемпіоном Нідерландів і одного разу виграв національний кубок.

### «Копенгаген»
Завершив ігрову кар'єру у рідному «Копенгагені», де виступав протягом сезону 2014/15 і допоміг команді здобути національний кубок.

## Національна збірна

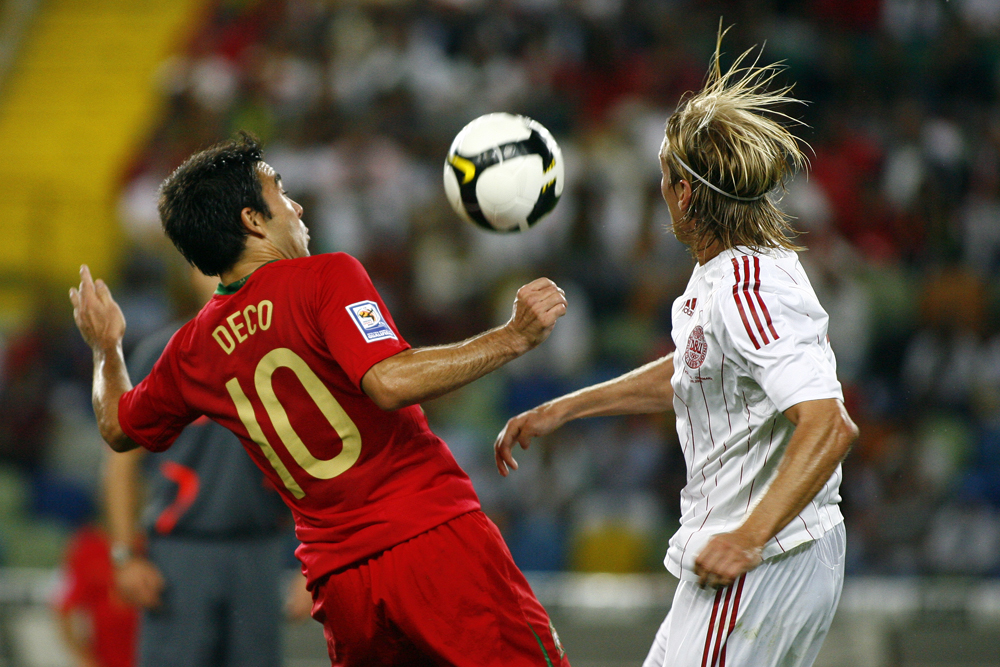
Крістіан Поульсен (праворуч) в боротьбі проти Деку під час виступів за національну збірну Данії. 10 вересня 2008 року.

У вересні 1998 року Поульсен отримав виклик в данську молодіжну команду U-19, за яку за два роки провів в загальній складності 4 матчі. 2001 року також зіграв 8 матчів за данську «молодіжку».
За національну збірну Данії Поульсен дебютував 10 листопада 2001 року у матчі проти Нідерландів.
На Чемпіонаті світу 2002 року. У кожному з трьох матчів датчан в групі Крістіан з'являвся на полі, проте дві жовті картки позбавили його можливості вийти на поле в матчі 1/8 фіналу проти англійців, який завершився розгромом данської збірної — 0:3.
На Чемпіонаті Європи 2004 року Поульсен зіграв три з чотирьох ігор збірної на турнірі, який завершився для скандинавів черговим розгромом на стадії плей-офф, цього разу від Чехії (0:3).
Після цього виступав на Чемпіонаті світу 2010 та Євро-2012, причому з 2010 року був капітаном збірної, після того як припинив міжнародні виступи її попередній капітан Йон-Даль Томассон.
Всього за збірну Данії Крістіан провів 92 матчі, забив 6 м'ячів. У серпні 2012 року Крістіан оголосив про рішення припинити виступи за збірну.

## Скандали
Поульсен неодноразово опинявся в скандальних історіях. Зокрема, на Євро-2004 у нього відбулася сутичка з капітаном збірної Італії Франческо Тотті. Тотті, який плюнув в данського гравця, отримав 3-матчеву дискваліфікацію, тим самим позбавивши свою збірну шансу вийти з групи. Принісши публічні вибачення капітан «Роми» також заявив про те, що Поульсен провокував його протягом всього матчу.
У сезоні 2005/06 «Шальке» грав в Лізі чемпіонів проти «Мілана» і після першого матчу команд, який закінчився внічию 2:2, тренер міланців Карло Анчелотті назвав датчанина «боягузом» за те, що скандинав нишком ударив лідера італійського клубу бразильця Кака. У матчі-відповіді німці програли з рахунком 2:3, незважаючи на те, що Крістіан відзначився забитим голом. Після фінального свистка півзахисник італійців Дженнаро Гаттузо кинувся до данця і, стоячи перед ним, став посилено гримасувати, що привело Крістіана в невимовний захват, і було високо оцінено їм підняттям вгору великого пальця. Пізніше Крістіан розповідав, що був задоволений дитячістю невгамовного міланця.
У червні 2007 року під час матчу збірних Данії та Швеції, які зійшлися в рамках відбіркового турніру до Євро-2008, Крістіан став ініціатором заворушень на стадіоні, коли на 89-й хвилині матчу, за рахунку 3:3, завдав удар шведському нападаючому Маркусу Розенбергу в межах свого штрафного майданчика. Арбітр матчу німець Герберт Фандель негайно показав грубіянові червону картку, чим спровокував уболівальників данської збірної, які в люті висипали на поле. Фандель, який спершу вирішив призначити пенальті у ворота Данії, змінив своє рішення і дав фінальний свисток. Після матчу Крістіан приніс вибачення шведському форварду, що, однак, не врятувало його від триматчевої дискваліфікації від УЄФА.
Після матчу зі шведами вболівальники збірної Данії стали вимагати покарати Поульсена за його вчинок. Інспектор Копенгагенської муніципальної поліції зажадав 30-денного арешту для гравця, а міністр юстиції Данії Лене Есперсен закликала федерацію виключити Крістіана зі складу збірної Данії. Наставник данців Мортен Ольсен вирішив на деякий час відмовитися від послуг гравця, однак, в жовтні 2007 року знову викликав Крістіана до складу команди.

## Досягнення

### Клубні
- «Копенгаген»
  - Чемпіон Данії: 2000-01
  - Володар Кубка Данії: 2014-15

- «Шальке 04»
  - Володар Кубка німецької ліги: 2005

- «Севілья»
  - Володар Кубка УЄФА: 2006-07
  - Володар Суперкубка УЄФА: 2006
  - Володар Кубка Іспанії: 2006-07
  - Володар Суперкубка Іспанії: 2007

- «Аякс»
  - Чемпіон Нідерландів: 2012-13, 2013-14
  - Володар Суперкубка Нідерландів: 2013

### Індивідуальні
- Данський футболіст року: 2005, 2006[21]
- Данський молодий футболіст року: 2001[22]